# Johann Christoph Falckner
Johann Christoph Falckner auch: Falkner (* 26. August 1629 in Lauf an der Pegnitz; † 19. März 1681 in Jena) war ein deutscher Rechtswissenschaftler.

## Leben
Falckner war ein Sohn des Bürgermeisters Johann Falckner (* 6. April 1606; † 21. Dezember 1668) und dessen Frau Helena Beer, der Tochter des Bürgermeisters in Lauff Johann Beer. Nach Besuch des Egidengymnasiums in Nürnberg immatrikulierte er sich am 29. Juni 1645 an der Universität Altdorf. Nachdem er im Sommersemester 1649 an der Universität Jena seine Studien fortgesetzt hatte, zog er drei Jahre später zu seinem Onkel Sebastian Beer nach Altenburg, wo er sich ein Jahr lang in der juristischen Praxis übte.
Danach hielt er Privatvorlesungen in Jena, wurde am 19. April 1659 außerordentlicher Professor der Rechte und promovierte am 4. Juli 1659 zum Doktor der Rechte. 1662 wurde er ordentlicher Professor der Rechte, anschließend Assessor am Jenaer Schöppenstuhl und Hofgericht, sowie fürstlich sächsischer Rat. In seiner Eigenschaft als Jenaer Hochschullehrer beteiligte er sich auch an den organisatorischen Aufgaben der Salana. So war er mehrfach Dekan der Juristenfakultät und in den Sommersemestern 1664, 1672 sowie 1678 Rektor der Alma Mater.

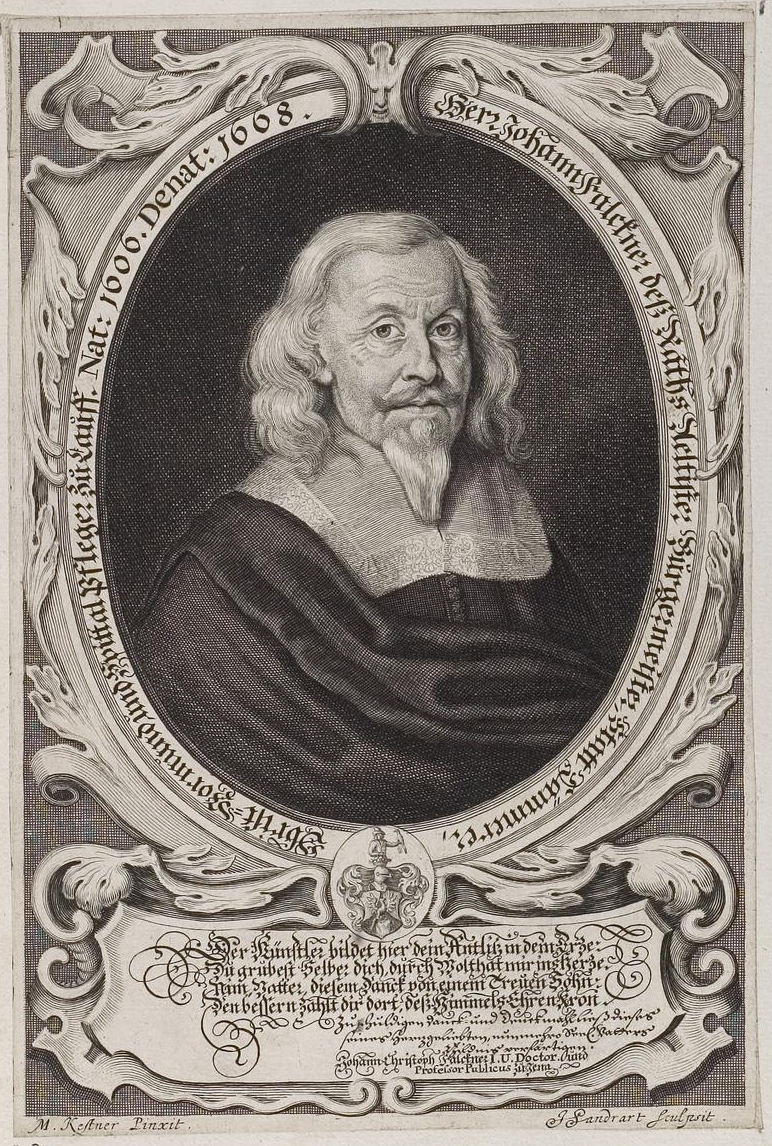
Johann Falckner (1606–1668)

Falckner ließ nach dem Tod seines Vaters, der Bürgermeister, Stadtkämmerer, Obrist-Vormund und Spitalpfleger war, durch seinen ehemaligen Lehrer Sigmund von Birken ein Kupferporträt (unsicher ob von Jacob von Sandrart oder durch Joachim von Sandrart) nach einem Gemälde von Michael Kestner mit folgenden Zeilen anfertigen:
Der Künstler bildet hier dein Antlitz in dem Erze:

Du grübest selber dich, durch Wohltat mir ins Herze.

Nimm Vatter diesem [!] Danck von einem treuen Sohn:

den bessern zahlt dir dort deß Himmels Ehren-Kron.
Falckner wurde am 23. März in Jena 1681 begraben. Ein 1681 entstandenes Gemäldeporträt Falckners befindet sich in der Kunstsammlung der Universität Jena.
Falckner verheiratete sich 1660 mit Dorothea Hartmann († 25. Januar 1705), Tochter des Protonotars am Leipziger Konsistorium Heinrich Hartmann. Aus der Ehe stammen elf Kinder, darunter:
- Johann Friedrich Falckner († 10. März 1738)
- Johann Sebastian Falckner

## Werke (Auswahl)
- Disp. iur. de novatione. Jena 1653 (reader.digitale-sammlungen.de).
- Discursus Legalis De Retrotractione. Jena 1659 (547:625901E im VD 17.).
- Sebastiani Beers/ ICti, Consiliarii Aulici Saxo-Altenburgici … Disputationes Iustinianeae XVIII. Ad IV. Institutionum Libros. Jena 1660 (archive.thulb.uni-jena.de).
- Disputatio Iuridica De Testamentis. Jena 1661 (gdz.sub.uni-goettingen.de).
- Discursus Iuridicus exhibens Contractuum Realium Sciagraphiam. Jena 1662 (gdz.sub.uni-goettingen.de).
- Dissertatio Inauguralis Iuridica De Iure Complicum In Delictis. Jena 1663 (archive.thulb.uni-jena.de).
- Dissertatio Iuridica De Locatione Conductione. Jena 1664 (archive.thulb.uni-jena.de).
- Dissertatio Inauguralis Iuridica De Traditione Per Constitutum. Jena 1665 (digitale.bibliothek.uni-halle.de).
- Diss. iur. de iure hospitiorum. Jena 1666 (reader.digitale-sammlungen.de).
- Discursus Legalis De Iuribus Impuberum Singularibus, Germanice, Von Begnadigung u. Freyheiten der Unmündigen. Jena 1667 (gdz.sub.uni-goettingen.de).
- Thema Iuridicum De Carceribus. Jena 1668 (reader.digitale-sammlungen.de).
- Discursus Iuridicus De Circumstantiis. Jena 1669 (archive.thulb.uni-jena.de).
- Discursus de autocheiria. Vom Selbst-Mord. Jena 1670 (reader.digitale-sammlungen.de)., Halle-Magdeburg 1728 (reader.digitale-sammlungen.de).
- Dissertatio Inauguralis De Iuramentis Illicitis. Jena 1671 (archive.thulb.uni-jena.de).
- Disputatio Iuridica De Iure Reconveniendi. Jena 1672 (archive.thulb.uni-jena.de).
- Iura Conviviorum. Jena 1673 (diglib.hab.de).
- Disputatio Iuridica Inauguralis, De Sub- Et Obreptione. Jena 1674 (archive.thulb.uni-jena.de).
- Disputatio Iuridica De Mulctis. Jena 1675 (archive.thulb.uni-jena.de).
- Disputatio Inauguralis Juridica De Iuramento Necessario. Jena 1676 (archive.thulb.uni-jena.de).
- Disputatio Inauguralis De Inficiatione Eiusque Poena In Civilibus. Jena 1677 (archive.thulb.uni-jena.de).
- Disputatio Inauguralis Iuridica De Iure Et Privilegiis Fisci. Jena 1678 (archive.thulb.uni-jena.de).
- Disputatio Inauguralis Iuridica De Eo, quod iustum vel iniustum est circa Laesionem Pudicitiae. Jena 1679 (reader.digitale-sammlungen.de).
- Loco Thematis Inauguralis Centurias Positionum Ex Iure Civili Publico Naturae Et Gentium, duas & quod excurrit Assistente Numine divino. Jena 1680 (digital.slub-dresden.de).